# 真成寺 (金沢市)
真成寺（しんじょうじ）は、石川県金沢市東山の卯辰山山麓寺院群にある日蓮宗の寺院。山号は妙運山。旧本山は滝谷妙成寺、潮師法縁。

## 概要
加賀藩主前田利常（3代）が信仰した鬼子母神像を祀る。この像は丹羽長重が小松城天守閣内に安置していたもの。産育信仰資料は重要有形民俗文化財。境内には中村歌右衛門の墓所、五十嵐派（加賀蒔絵）の祖五十嵐道甫の碑、人形供養塔などがある。また泉鏡花『鶯花径』の舞台として知られる。

## 歴史
前田利常の開基で日条（羽咋市の滝谷妙成寺15世）を開山に創建した。現在の本堂は昭和7年（1932年）改築、鬼子母神堂は明治38年（1905年）再建されたもの。昭和59年（1984年）茶室榴庵が建設された。 

## 参考資料
- 日蓮宗寺院大鑑編集委員会『宗祖第七百遠忌記念出版 日蓮宗寺院大鑑』大本山池上本門寺 (1981年)

## 公式サイト
- 公式ウェブサイト（日本語）